# Los Tiempos (Manizales)

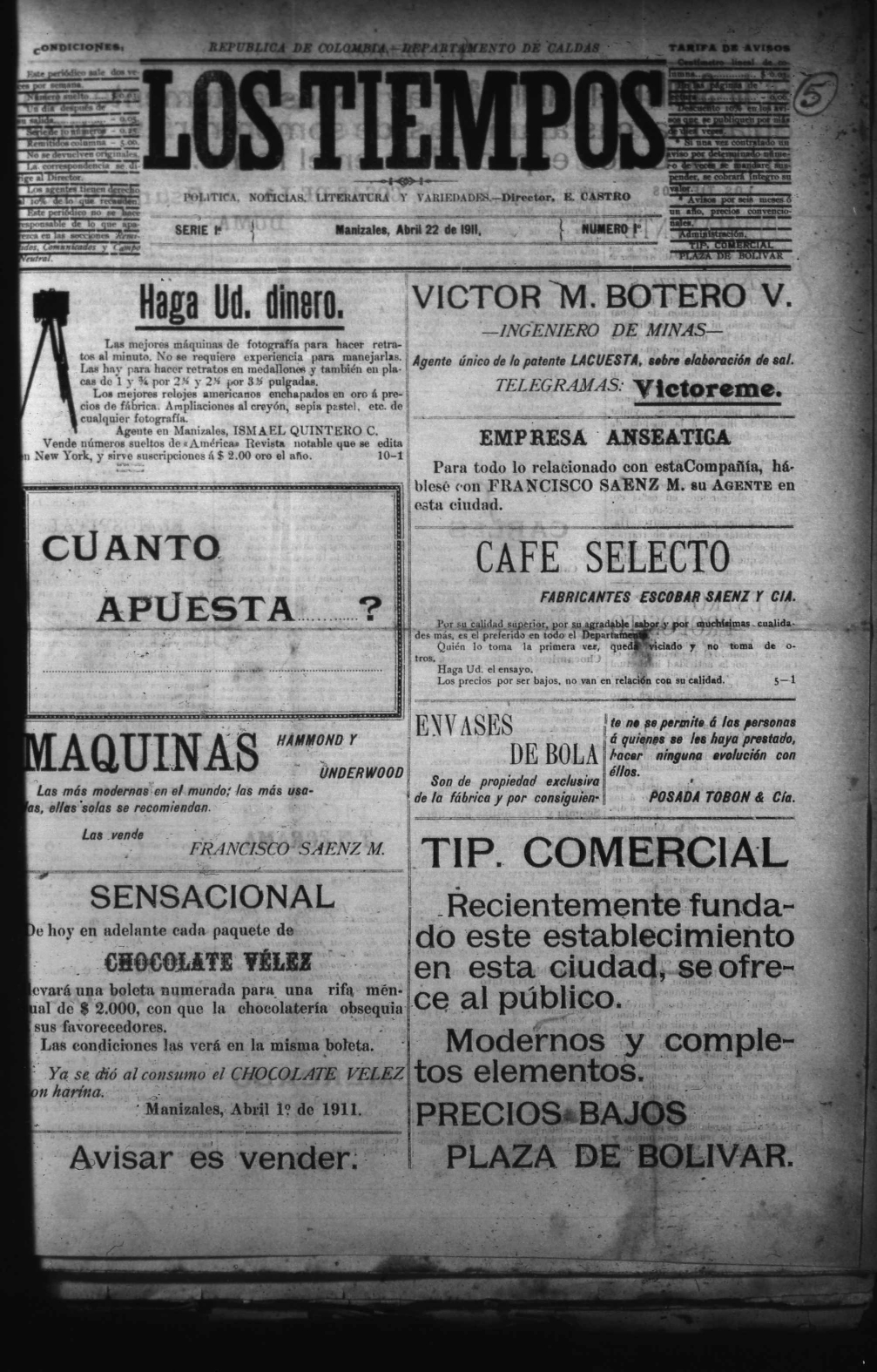
Los Tiempos: política, literatura y variedades

Los Tiempos fue un periódico colombiano de carácter político, literario y de variedades, fundado en la ciudad de Manizales, Caldas, el 22 de abril de 1911. Fundador y propietario fue Francisco Gregory; y Su director fue Enrique Castro. Se publicaba dos veces por semana y llevaba como subtítulo la fórmula común de la época: “política, noticias, literatura y variedades”, una indicación explícita del contenido misceláneo que ofrecía a sus lectores. La publicación tuvo una orientación liberal y buscó intervenir en el debate político e intelectual colombiano a comienzos del siglo XX, en un contexto marcado por la reorganización nacional después de la Guerra de los Mil Días. Otros periódicos en Manizales tuvieron una orientación liberal marcada, como El Fonógrafo, de “intereses generales, noticias y variedades”. Los Tiempos tuvo una vida de publicación de aproximadamente ocho años, hasta donde se conservan los números del periódico en la Biblioteca Nacional de Colombia, el último número registrado es del 29 de marzo de 1919. 

## Prospecto

### NUESTRO PROPÓSITO
Animados por los rumbos lisonjeros que va tomando el Departamento de Caldas, y por la actividad intelectual, que visiblemente se trasluce en esta ciudad, no hemos vacilado en lanzar una nueva publicación periódica, cuyo fin inmediato sea contribuir en algo, á la educación moral del pueblo, que es la base del orden y la tranquilidad de los asociados, así como al mejoramiento de sus intereses materiales, que es el coeficiente indispensable al mecanismo económico de la hacienda pública y privada.
Los modernos principios de la Ciencia Constitucional, han puesto á los pueblos en condición de apreciar y discutir todos los actos que se ejecutan en los distintos ramos de la Administración General de la República; pero no siendo posible á cada ciudadano, tomar nota por su cuenta de esos actos, y siendo ya como una obligación hacerlo para saber el valor de sus derechos y cargas, la prensa se ha encargado de suplir esa necesidad hasta en los más oscuros rincones del territorio
nacional..
Mas como a esa misma ciencia va encajada la política de los partidos para que los Gobiernos y las leyes se mantengan en constante equilibrio, es preciso que el periodista manifieste, con franqueza y decisión, sus simpatías por esta o aquella causa.
De esta suerte, nosotros, convencidos de que el Liberalismo colombiano, desde su su fundación, á raíz de la Independencia, hasta los últimos tiempos, ha mantenido como canon sagrado, el respeto absoluto á la soberanía protopular y á los derechos individuales; de esta suerte, repetimos, estamos bien lejos de querer que ese partido éntre en ligas de oportunismo, ni en combinaciones secretas, que defrauden las ideas de los mancomunados en provecho de otras parcialidades políticas. LA REDACCIÓN tendrá esas miras, y las mantendrá con vigor, tanto más.

### DOS PALABRAS
Al dar al público esta hoja, no abrigamos la pretensión de llenar ningún vacío, ni vamos á aliviar á la miríada de las muchas desgracias que hoy afligen, ni mucho ni poco; comprendemos que si voluntad nos sobra para hacerlo, es este un problema, que está por encima de grandes talentos y de robustas energías. Son nuestros deseos, ayudar al partido liberal á la medida de nuestras fuerzas, en su política de
unión y dar en esta publicación, lectura de información, variada y de algún interés.
Advertimos sí, que por ningún motivo publicaremos en estas columnas nada que vaya contra la religión católica y sus ministros. Hacemos constar ésto, para ahorrarnos explicaciones, con algunos colaboradores que de seguro nos resultarán sobre este asunto.

## Contexto político
La fundación del periódico Los Tiempos en abril de 1911 se inscribe en un momento crucial para la historia política de Colombia y para la evolución de la prensa regional en el país. A nivel nacional, el país vivía las secuelas de la Guerra de los Mil Días (1899‑1902), una guerra civil que enfrentó a liberales y conservadores y dejó profundas heridas sociales, económicas e institucionales. La pérdida de Panamá en 1903 agravó la crisis de legitimidad del régimen conservador, que se mantuvo en el poder con tendencias autoritarias durante los primeros años del siglo XX.
El gobierno de Rafael Reyes (1904–1910) impulsó una modernización administrativa y centralizadora, pero su mandato también estuvo marcado por la represión a la oposición y el control de la prensa. Su renuncia en 1909 permitió el ascenso de Carlos E. Restrepo a la presidencia (1910–1914), quien lideró una Asamblea Constituyente que reformó la Constitución de 1886, redujo el período presidencial, eliminó la reelección y buscó establecer un gobierno de conciliación entre liberales y conservadores. No obstante, el nuevo régimen enfrentó una fuerte oposición parlamentaria por parte de los sectores conservadores más radicales, mientras que el Partido Liberal se encontraba dividido entre la Unión Republicana, de tendencia moderada, y el Bloque Liberal, más combativo, liderado por el general Rafael Uribe Uribe.
En el plano regional, Manizales atravesaba un proceso de modernización urbana y económica impulsado por el auge del café. La consolidación del Ferrocarril de Caldas y la construcción del cable aéreo entre Manizales y Mariquita fortalecieron la posición estratégica de la ciudad como centro comercial del occidente colombiano. En este ambiente, se había desarrollado desde inicios del siglo XX una prensa activa y politizada, en la que coexistían periódicos de distintas filiaciones ideológicas como El Fonógrafo, El Ruiz, La Silueta o La Nueva Era. Estas publicaciones fueron el semillero de una generación de intelectuales liberales que veían en la prensa una herramienta de transformación política y cultural.

## Formato

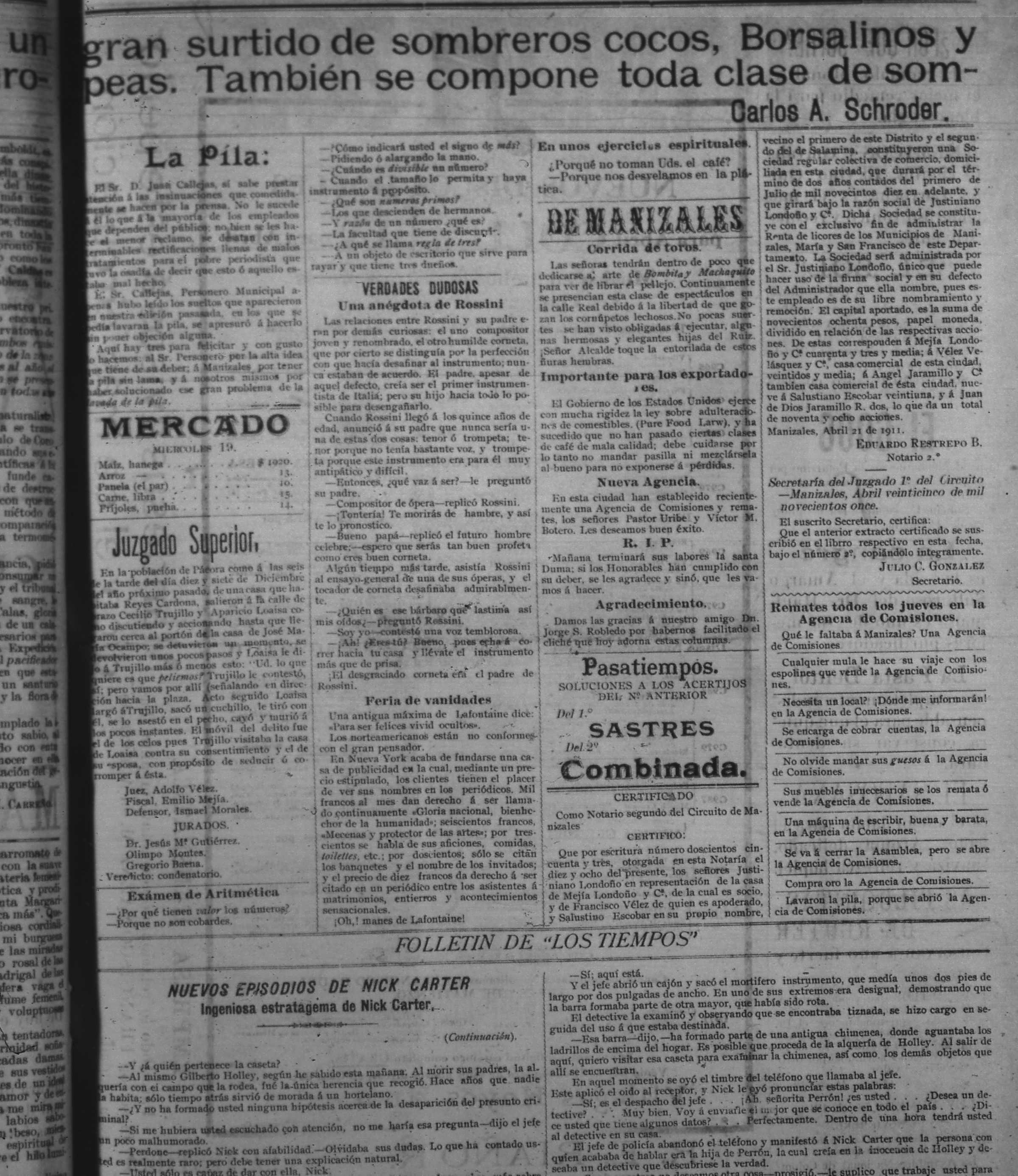
Tomado de la Biblioteca Nacional de Colombiaminiaturadeimagen|387x387px|Página 1 de avisos

A principios del siglo XX, la prensa experimentó importantes avances técnicos y estéticos. La adopción de linotipia, rotativas plano cilíndricas, monotipia y litografía permitió pasar de formatos rudimentarios de dos columnas y tipografía uniformes a publicaciones más complejas y visualmente atractivas. Los periódicos de la época solían tener entre cinco y seis columnas, intercaladas con corondeles (líneas verticales o espacios estrechos) para mejorar la legibilidad y orden visual. También empezaron a incorporar distintos tipos de letra para distinguir titulares, cuerpo de texto y secciones especiales, aunque las ilustraciones seguían siendo escasas .
Frente a este contexto general, Los Tiempos de Manizales destacó por su formato innovador para la región. Sus páginas estaban organizadas en cuatro columnas de texto, lo cual ya marcaba una variación respecto al modelo tradicional de dos columnas. Además, el periódico utilizaba cuatro tipos de letra diferentes, lo que permitía resaltar jerarquías tipográficas: títulos, entradillas, cuerpo y anuncios. Este uso variado de tipografías reflejaba una intención clara de dinamizar la lectura.
Otro elemento singular fueron los recuadros o insertos que se abrían sobre el formato de columnas. Estos cuadros destacaban citas, avisos breves o fragmentos literarios, creando un dinamismo visual inusual que respondía a un público lector más exigente. Tal diseño mostraba un alejamiento de la rigidez del modelo europeo de dos columnas preferido durante el siglo XIX, indicando una prensa regional que comenzaba a desarrollar su propia autonomía creativa y que revelaba una prensa más madura y confiada, que no solo seguía los avances tecnológicos, sino que también exploraba un lenguaje visual propio, adecuado para su tiempo y su contexto regional. 
El periódico cuenta con cuatro páginas por número. La primera y cuarta páginas están dedicadas a avisos comerciales de todo tipo: discos, café, máquinas, chocolate, entre otros. La segunda y tercera página abordaban: noticias, literatura y avisos sociales o del mismo periódico a los lectores. 

## Contenido literario
Además de su orientación política y periodística, Los Tiempos se distinguió por el énfasis que dio a la literatura, siguiendo la tradición de la prensa liberal colombiana de comienzos del siglo XX, que buscaba formar lectores ilustrados a través del entretenimiento y la reflexión crítica. Sus páginas ofrecieron un espacio constante para la difusión de textos literarios en diversos géneros, como la crónica, la poesía, el relato breve y la novela por entregas. 
Una de las secciones más apreciadas fue la dedicada al folletín, que reproducía novelas populares en capítulos, siguiendo el modelo de la prensa europea y latinoamericana del siglo XIX. Entre estas se destaca La ingeniosa estratagema de Nick Carter, una narración detectivesca de autor anónimo protagonizada por el célebre personaje de la literatura pulp estadounidense. Su inclusión revela el interés del periódico por atraer a un público amplio.
La poesía también ocupó un lugar importante en Los Tiempos. Se publicaron poemas de tono satírico, político y costumbrista, muchos de ellos firmados con seudónimos, entre los que destaca Jeringuilla. Este seudónimo dio voz a versos burlescos que abordaban la actualidad local y nacional, utilizando el humor y la ironía como recursos de crítica social.
Asimismo, el periódico acogió crónicas de viaje y ensayos literarios escritos por autores locales y nacionales. Colaboradores como Jesús Arenas, Julio Vives-Guerra y Juan B. Gómez D. aportaron textos que combinaban reflexión cultural y estilo literario refinado, contribuyendo a consolidar a Los Tiempos como un medio comprometido no solo con la política, sino también con el arte, la estética y la formación intelectual de sus lectores. Esta variedad literaria ayudó a que el periódico se mantuviera durante un periodo de tiempo extenso, algo excepcional para la prensa de la época. 

## Impacto social
Aunque no se trataba de un periódico obrero ni de combate partidista abierto, Los Tiempos se alineaba con los ideales de progreso, civismo y modernización urbana que marcaron la cultura pública de Manizales en las primeras décadas del siglo XX. En sus páginas era frecuente encontrar artículos orientados a fomentar el sentido del deber ciudadano y la participación política ilustrada, en consonancia con el ideario de instituciones como la Sociedad de Mejoras Públicas de Manizales (SMP), fundada en 1912. Esta entidad promovía valores como el orden, la limpieza, la buena escritura y la defensa del espacio público como expresión de civilidad, y mantenía vínculos estrechos con la prensa local, que funcionaba como vehículo de difusión de estos mensajes.
La orientación editorial de Los Tiempos reflejaba el proyecto de sectores ilustrados y liberales de la región que buscaban consolidar un modelo de ciudadanía urbana que combinaba  el compromiso cívico y una estética asociada al orden y al “buen gusto”. En este sentido, la publicación puede entenderse como parte de un ecosistema de prensa regional que asumía funciones educativas y morales, más allá del simple registro noticioso o del comentario político.
Este papel de la prensa ha sido analizado por la historiadora Luz Ángela Núñez Espinel en su estudio sobre la prensa obrera y popular, donde propone el concepto de “función pedagógica de la prensa plebeya” para referirse al intento deliberado de muchas publicaciones de formar ciudadanía mediante la difusión de símbolos, normas morales y discursos políticos accesibles a sectores populares alfabetizados. Aunque Los Tiempos no fue una publicación obrera, compartía esta dimensión didáctica, orientada a “civilizar” a la población urbana a través de la palabra impresa. Esto se manifestaba tanto en el tono editorial como en la selección de contenidos literarios, columnas de opinión y cobertura de actos públicos.
Desde esta perspectiva, Los Tiempos puede ser interpretado como un medio que contribuía a la construcción simbólica del ciudadano moderno, al tiempo que intervenía en la disputa cultural por definir qué significaba el progreso y quiénes estaban habilitados para protagonizarlo. De este modo, el periódico participaba activamente en la configuración de los imaginarios de orden, civilización y nacionalidad que circularon en la Colombia  de la primera mitad del siglo XX.

## Colaboradores destacados

### Rafael Uribe Uribe
Rafael Víctor Zenón Uribe Uribe (1859–1914) fue un destacado abogado, militar, periodista, diplomático y líder liberal, cuya trayectoria combina la espada con la pluma y una visión social innovadora. Como general participó activamente en las guerras civiles de 1885, 1895 y especialmente en la Guerra de los Mil Días (1899–1902), alcanzando notoriedad tras la Batalla de Peralonso. Tras el conflicto, defendió el “socialismo de Estado”, promoviendo derechos laborales como la jornada limitada, descanso semanal, seguridad industrial y pensiones Cancillería. También impulsó la reforma agraria y fue pionero del cooperativismo y sindicalismo . Asumió varios cargos públicos: representante (1896 y 1909), senador por Antioquia y Caldas (1911), y diplomático en Chile, Argentina y Brasil entre 1905 y 1909 Cultura Recreación y Deporte. Asimismo, fue un periodista prolífico: fundó medios como El Trabajo (1884), El Autonomista (1898) y El Liberal (1911), siempre defendiendo la idea de una prensa ilustrada, seria, accesible y de amplia circulación . Su vinculación con Los Tiempos en 1911 refrendó el perfil del periódico como actor liberal y progresista en Manizales. El 15 de octubre de 1914, fue brutalmente asesinado frente al Capitolio en Bogotá, lo que conmocionó al país y lo convirtió en el primer gran mártir político del siglo XX colombiano . Su vida y legado —que incluyen su huella en la prensa, la política y la reforma social— consolidan su influencia en la configuración del liberalismo moderno en Colombia.

### Julio Vives-Guerra
Julio Vives-Guerra, seudónimo de Julio Ricardo Botero Londoño (Santa Fe de Antioquia, 1885 – Medellín, 1964), fue un destacado intelectual, abogado, cronista, historiador y diplomático colombiano. Reconocido por su prosa refinada y su profundo humanismo, fue una figura clave del periodismo literario de comienzos del siglo XX. Adoptó su seudónimo para firmar sus textos en periódicos y revistas, como era costumbre entre muchos escritores de su tiempo. Su participación como colaborador en Los Tiempos de Manizales desde 1911 confirma su vinculación con proyectos de prensa liberal y literaria comprometidos con la educación del público lector.
Fue colaborador habitual de importantes publicaciones de su tiempo, como El Tiempo, La Patria, El Correo Liberal y El Espectador, así como de revistas ilustradas como La Lectura Semanal y Revista Ilustrada de Medellín. En ellas publicó ensayos, semblanzas, crónicas literarias, notas históricas y comentarios filosóficos que mostraban su erudición y sensibilidad. Su participación en Los Tiempos de Manizales, desde sus primeras ediciones en 1911, evidencia su cercanía con los proyectos periodísticos de carácter liberal, literario y formativo. Su escritura, que fusionaba el espíritu romántico con la claridad del ensayo moderno, encajaba con la línea editorial del periódico, que buscaba formar un lector culto y crítico.
Además de su labor periodística, Vives-Guerra fue diplomático en varias legaciones de Colombia en Europa, y participó en la vida intelectual del país hasta su muerte. En Santa Fe de Antioquia es recordado como uno de sus grandes hombres de letras, y su obra ha sido objeto de rescates recientes por su estilo y calidad. El periodista y académico Javier Henao Hidrón lo llamó “el hidalgo de la crónica”, destacando la elegancia y dignidad con la que cultivó la palabra escrita, en una tradición que conjugaba la cultura hispánica, el humanismo y el compromiso con el país.

### Jesús Arenas
Jesús Arenas  fue un destacado periodista, novelista y promotor cultural de Manizales. Reconocido por fundar y dirigir revistas emblemáticas como Albores (1906–1907), que aspiraba a estimular el intercambio literario con otras ciudades, y Germinal (1911–1914), se consolidó como líder del periodismo cultural en la región. En Germinal, revista literaria de alta calidad, Arenas integró crónicas, ensayos y ficción, demostrando un firme compromiso con el desarrollo de un público culto en Caldas. Su novela histórica-social, ambientada en el Manizales de la Guerra de los Mil Días, fue celebrada por su representación vívida de la vida regional y se convirtió en parte esencial de la memoria literaria local. Además, fue director de periódicos e insumos culturales, como El Criterio y La Andina, siempre vinculado a proyectos editoriales con una impronta liberal y estética refinada . Su papel en Los Tiempos reforzó el perfil cultural y literario del periódico, aportando textos que iban más allá de la crónica política.

### Alfonso Villegas Restrepo
Alfonso Villegas Restrepo (1884–1945), oriundo de Manizales, fue un abogado, periodista y líder del republicanismo colombiano. Desde los 16 años participó en la Guerra de los Mil Días, siendo ascendido a general por su desempeño en batallas como Aguadulce. A los 27 años fundó el diario El Tiempo (el 30 de enero de 1911) en apoyo al movimiento de la Unión Republicana y al gobierno de Carlos E. Restrepo, vendiéndolo en 1913 a Eduardo Santos, futuro presidente y entonces su cuñado. Posteriormente, promovió la fundación de La República (1921) como instrumento de su republicanismo, una plataforma política moderada que buscaba superar la polarización entre liberales y conservadores.
Conocido por su personalidad arrolladora, apodado “el quijote republicano”, Villegas también fue célebre por batirse en duelos de honor, incluso en campos de golf, defendiendo su reputación con revólver o espada frente a figuras conservadoras como Alberto Vélez Calvo. Además, mostró una singular pasión por el ajedrez: desde Nueva York contrató cables para seguir las partidas Capablanca‑Alekhine de 1927, y publicarlas en primera página de El Tiempo.
Más allá del periodismo, ejerció el derecho en Nueva York (1913–1920), representando entidades nacionales e internacionales, y promovió un republicanismo conciliador que influyó en cinco presidencias: Carlos E. Restrepo, Enrique Olaya Herrera, Alfonso López Pumarejo, Eduardo Santos y Alberto Lleras. Fue también el primer presidente de la Asociación Colombiana de Ajedrez (1942–1945).